# ضد گلوله (فیلم)
ضد گلوله فیلمی به کارگردانی و نویسندگی مصطفی کیایی و تهیه‌کنندگی رضا رخشان محصول سال ۱۳۹۰ است.

## خلاصه فیلم
داستان این فیلم مربوط به اواسط دهه ۶۰ و اوج دوران جنگ ایران و عراق است که قصه مردی حدود ۵۰ ساله در تهران را روایت می‌کند که مشغول قاچاق نوارهای لس آنجلسی و فیلم‌های ویدئویی بوده و در اثر یک اتفاق درمی‌یابد که توموری در سر دارد و تا دو ماه دیگر بیشتر زنده نخواهد ماند؛ و تصمیم می‌گیرد به جنگ برود.

## بازیگران
- مهدی هاشمی در نقش سلیم
- ژاله صامتی در نقش فرشته
- مسعود کرامتی در نقش پرویز
- سعید آقاخانی در نقش نظر
- محسن کیایی در نقش حاج نایب
- بهشاد شریفیان در نقش حاج محسن
- پوریا رحیمی سام در نقش مجید
- مهدی فقیه در نقش فرخ

## جشنواره‌ها
جوایز فیلم ضد گلوله به شرح زیر است.
- دیپلم افتخار بهترین فیلم (رضا رخشان) سی‌امین دوره جشنواره فیلم فجر
- سیمرغ بلورین بهترین فیلمنامه (مصطفی کیایی) سی‌امین دوره جشنواره فیلم فجر